# Dacryobolaceae
Dacryobolaceae Jülich – rodzina grzybów należąca do rzędu żagwiowców (Polyporales).

## Charakterystyka
Grzyby poliporoidalne lub kortycjoidalne. System strzępkowy monomityczny, rzadziej di- lub trimityczny. strzępki ze sprzążkami. Zarodniki cienkościenne lub grubościenne, gładkie lub rzadko ornamentowane, szkliste. Cystydy obecne lub nieobecne. Saprotrofy powodujące brunatną zgniliznę drewna.

## Systematyka
Pozycja w klasyfikacji według Index Fungorum: Dacryobolaceae, Polyporales, Incertae sedis, Agaricomycetes, Agaricomycotina, Basidiomycota, Fungi.
Według Index Fungorum bazującego na Dictionary of the Fungi do rodziny Dacryobolaceae należą rodzaje:
- Amylocystis Bondartsev & Singer 1944 – późnoporka
- Dacryobolus Fr. 1849 – płaszczek
- Jahnoporus Nuss 1980
- Postia Fr. 1874 – drobnoporek

Nazwy polskie według W. Wojewody.